# Le Mesnil-sous-Jumièges
Le Mesnil-sous-Jumièges este o comună în departamentul Seine-Maritime, Franța. În 1 ianuarie 2022 avea o populație de 612 de locuitori.

## Comune vecine
|          | Duclair              | Anneville-Ambourville |
| Jumièges |                      | Yville-sur-Seine      |
|          | Barneville-sur-Seine |                       |